# Élection présidentielle sénégalaise de 2007
Une élection présidentielle s'est déroulée en 2007 au Sénégal. Le premier tour a eu lieu le 25 février 2007. Après quelques contestations, le président sortant Abdoulaye Wade a été proclamé vainqueur dès le premier tour avec 55,86 % des voix exprimées. Son plus proche rival, Idrissa Seck, a obtenu 14,93 %.

## Caution
Afin de dissuader les candidatures fantaisistes, le montant de la caution, qui était de 6 millions de francs CFA en 2000, a été relevé à 25 millions en 2007.

## Candidats déclarés
- Abdoulaye Bathily, candidat de la coalition "Jubbanti-Sénégal", Ligue démocratique/Mouvement pour le parti du travail (LD/MPT).
- Alioune Mbaye
- Doudou Ndoye, Union pour la République
- Cheikh Bamba Dièye, Front pour le socialisme et la démocratie/Benno Jubël (FSD/BJ).
- Idrissa Seck, ancien premier ministre, Rewmi
- Louis Jacques Senghor, président du Mouvement libéral pour le peuple sénégalais (MLPS) et neveu de l’ancien président Léopold Sédar Senghor.
- Mamadou Lamine Diallo, candidat indépendant (mouvement Tekki)
- Mame Adama Gueye, candidat indépendant
- Modou Dia, candidat indépendant[3]
- Moustapha Niasse, ancien premier ministre (Alliance des forces de progrès, candidat présenté par la Coalition Alternative 2007)[4]
- Ousmane Tanor Dieng, premier secrétaire du Parti socialiste[5].
- Robert Sagna, (Démocratie-Solidarité)[6]
- Talla Sylla, de l’Alliance pour le progrès et la justice/Jëf-Jël
- Abdoulaye Wade, président sortant
- Landing Savané, candidat de la Coalition "And Défar Sénégal" (ensemble pour construire le Sénégal), Conseil national de And-Jëf/Parti africain pour la démocratie et le socialisme (AJ/PADS).

## Galerie

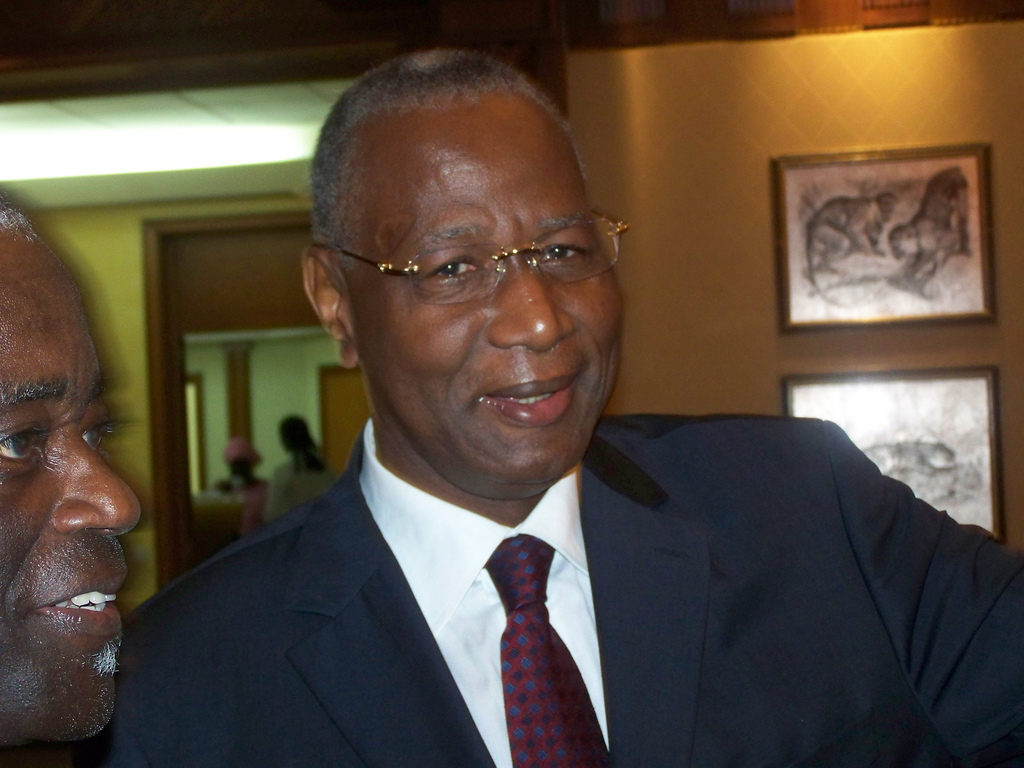
Abdoulaye Bathily Ligue démocratique/Mouvement pour le parti du travail
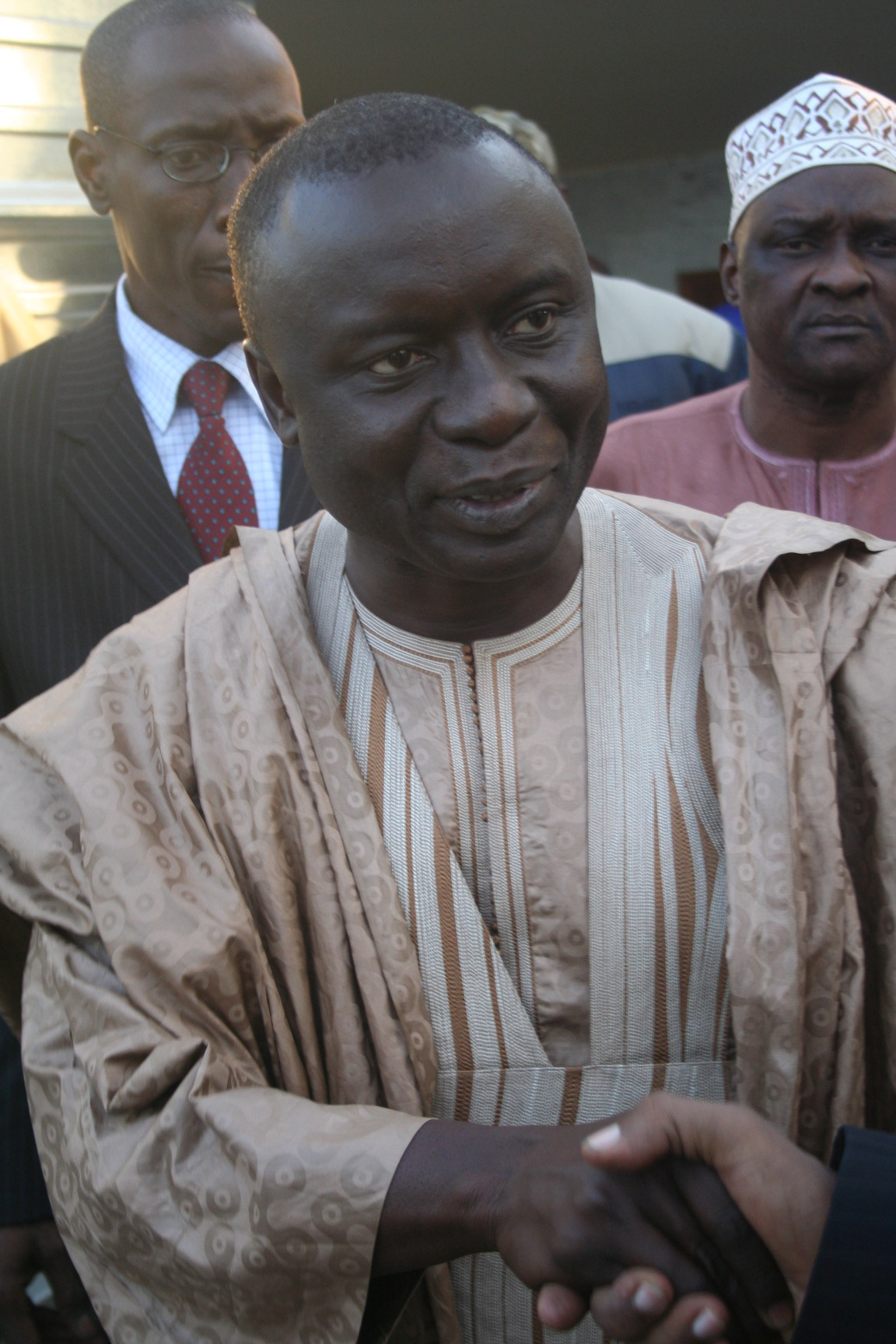
Idrissa Seck Rewmi
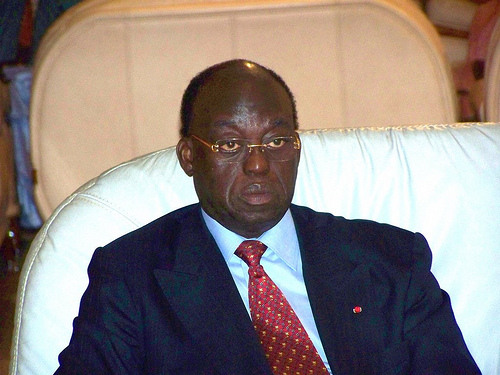
Moustapha Niasse Alliance des forces de progrès
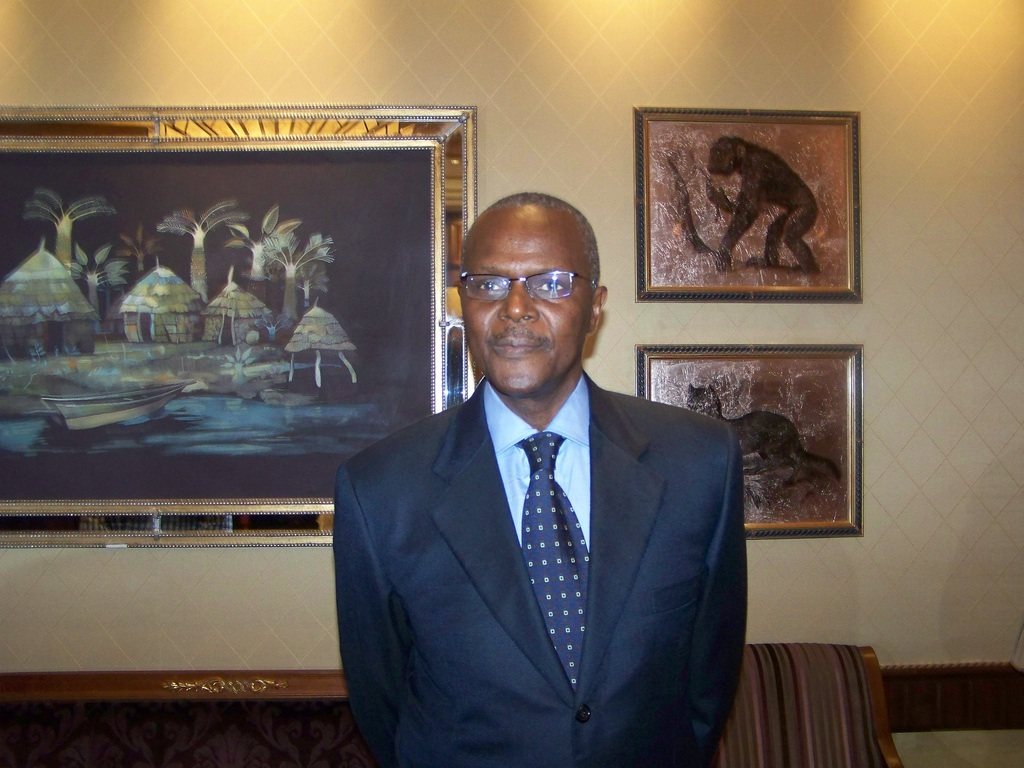
Ousmane Tanor Dieng Parti socialiste
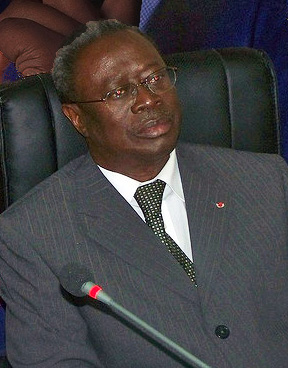
Robert Sagna Démocratie-Solidarité
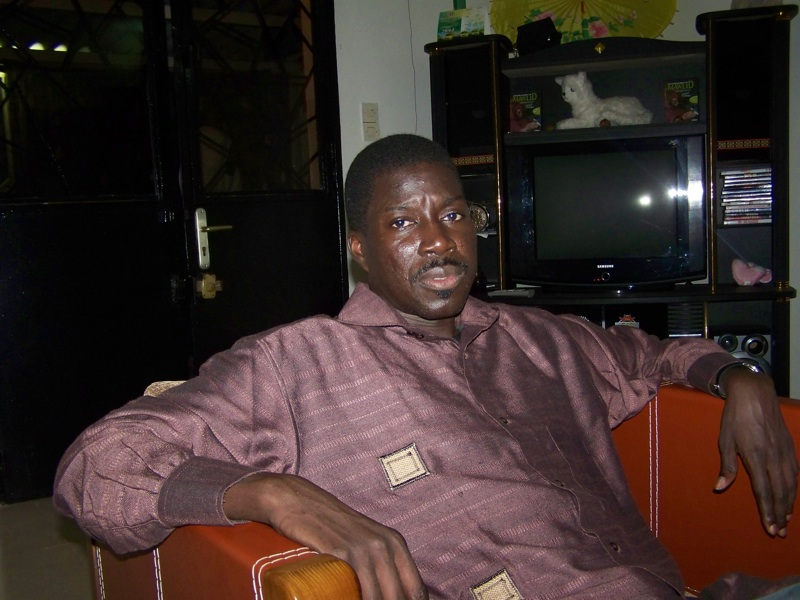
Talla Sylla Alliance pour le progrès et la justice / Jëf-Jël
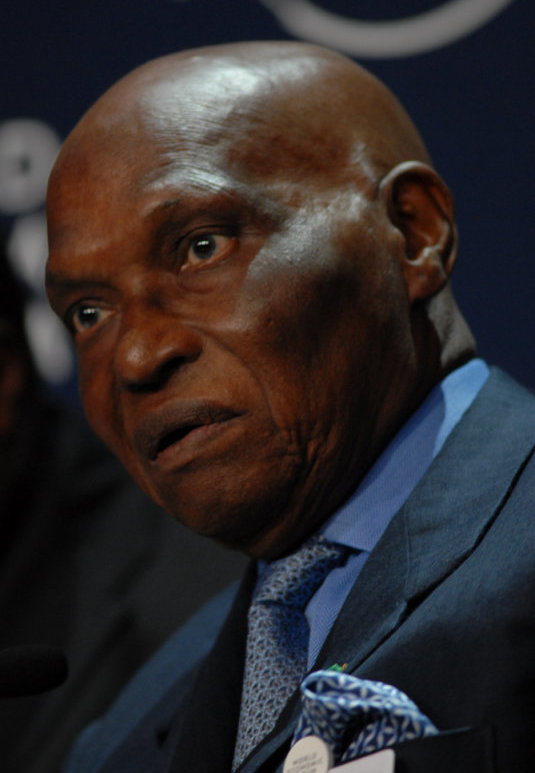
Abdoulaye Wade Parti démocratique sénégalais

## La Commission électorale nationale autonome
La Commission électorale nationale autonome (CENA) est chargée de superviser et de contrôler le processus électoral a comme prérogative :
- Le contrôle de la mise à jour de la carte électorale, de la publication des listes électorales et le décompte des cartes d’électeurs.
- La supervision de l'impression et la distribution des cartes d'électeurs, le dépôt des dossiers de candidature aux élections régionales, municipales, rurales et législatives, la commande et l'impression des bulletins de vote, la mise ne place du matériel électoral et le ramassage ainsi que la transmission de procès verbaux des bureaux de vote aux lieux de recensement et de centralisation.
- La participation au choix des observateurs et aux travaux des commissions régionales, départementales, et nationale de recensement des votes.
- La validation de la nomination des membres des commissions d'inscription, de révision, de distribution ainsi que des membres des bureaux de vote désignés par l'administration.

## Résultats
| Candidat                  | Candidat                  | Parti                     | Voix      | %     |  |
| ------------------------- | ------------------------- | ------------------------- | --------- | ----- |  |
|                           | Abdoulaye Wade            | PDS                       | 1 914 403 | 55,90 |  |
|                           | Idrissa Seck              | Rewmi                     | 510 922   | 14,92 |  |
|                           | Ousmane Tanor Dieng       | PS                        | 464 287   | 13,56 |  |
|                           | Moustapha Niasse          | AFP                       | 203 129   | 5,93  |  |
|                           | Robert Sagna              | DS                        | 88 446    | 2,58  |  |
|                           | Abdoulaye Bathily         | LM/MPT                    | 75 797    | 2,21  |  |
|                           | Landing Savané            | MRDN                      | 70 780    | 2,07  |  |
|                           | Talla Sylla               | APJ                       | 18 022    | 0,53  |  |
|                           | Cheikh Bamba Dièye        | FSD-BJ                    | 17 233    | 0,50  |  |
|                           | Mamadou Lamine Diallo     | MT                        | 16 570    | 0,48  |  |
|                           | Mame Adama Guèye          | Ind.                      | 13 700    | 0,40  |  |
|                           | Doudou Ndoye              | UPR                       | 9 918     | 0,29  |  |
|                           | El Hadji Alioune Mbaye    | Ind.                      | 9 016     | 0,26  |  |
|                           | Louis Jacques Senghor     | MLPS                      | 8 212     | 0,24  |  |
|                           | Modou Dia                 | Ind.                      | 4 491     | 0,13  |  |
|                           |                           |                           |           |       |  |
| Votes valides             | Votes valides             | Votes valides             | 3 424 926 | 98,62 |  |
| Votes blancs et invalides | Votes blancs et invalides | Votes blancs et invalides | 47 786    | 1,38  |  |
| Total                     | Total                     | Total                     | 3 472 712 | 100   |  |
| Abstention                | Abstention                | Abstention                | 1 444 445 | 29,38 |  |
| Inscrits/Participation    | Inscrits/Participation    | Inscrits/Participation    | 4 917 157 | 70,62 |  |

## Contestations

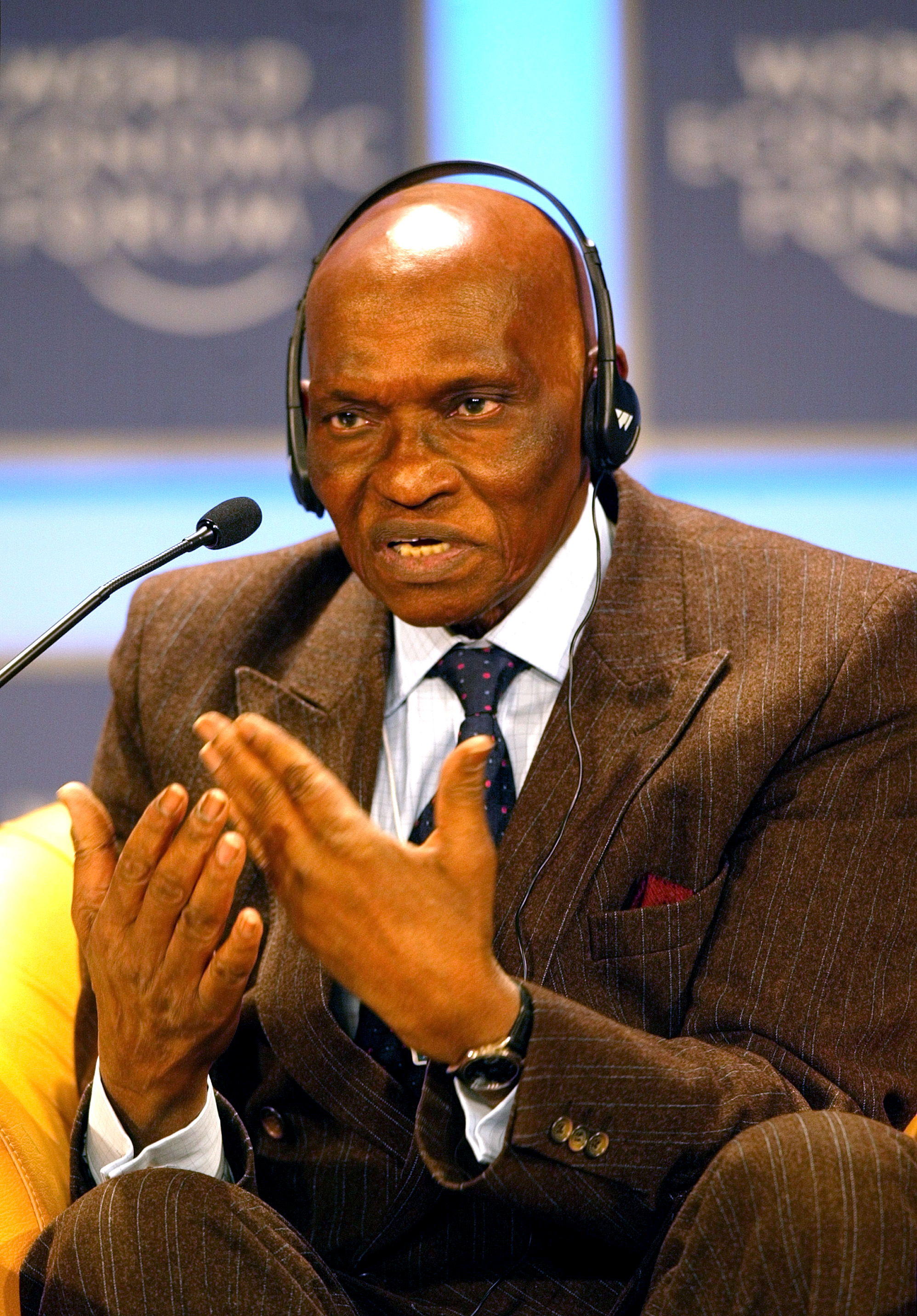
Abdoulaye Wade, président du Sénégal, s'exprime lors d'une session de la 32e réunion annuelle du Forum économique mondial à l'hôtel Waldorf-Astoria de New York, le 1er février 2002.

Me Jacques Baudin, avocat du Parti socialiste a annoncé qu'un recours avait été déposé par le candidat socialiste Ousmane Tanor Dieng le 5 mars. Il conteste le résultat notant de multiples irrégularités comme l'utilisation d'une encre délébile, des inscriptions et des distributions de cartes non équitables et l'empêchement de voter dans des conditions normales pour de nombreux Sénégalais. Selon l'avocat, entre 20 et 30 % des Sénégalais n'ont pas pu s'inscrire ou voter.
Oumar Sarr, porte-parole d'Idrissa Seck, a annoncé que son parti, le Rewmi, ne déposera pas de recours malgré des irrégularités comme des bourrages d'urnes.
L'organisation non gouvernementale Rencontre africaine pour la défense des droits de l'Homme (Raddho) considère que les irrégularités qu'elle a constatées ne "sont pas de nature à entacher la régularité du scrutin".
Le 10 mars 2007, le Conseil constitutionnel a déclaré non fondées les requêtes présentées par les candidats Ousmane Tanor Dieng et Abdoulaye Bathily et déclaré élu Abdoulaye Wade.